# Der Hase und der Igel (1982)
Der Hase und der Igel ist ein deutscher Märchenfilm aus dem Jahr 1982. Der Fernsehfilm basiert auf dem Grimmschen Märchen Der Hase und der Igel.

## Handlung
Als der Hase dem Igel begegnet, macht er sich nach der freundlichen Begrüßung des Igels, über die schiefen Beine des Igels lustig, woraufhin ihn dieser zu einem Wettrennen herausfordert. Der Hase nimmt diese Herausforderung an. Bei der späteren Durchführung des Rennens auf einem Acker läuft der Igel nur beim Start ein paar Schritte, hat aber am Ende der Ackerfurche seine ihm zum Verwechseln ähnlich sehende Frau platziert. Als der siegesgewisse Hase heranstürmt, erhebt sich die Frau des Igels und ruft ihm zu: „Ich bin schon da!“. Dem Hasen ist die Niederlage unbegreiflich, er verlangt Revanche und führt insgesamt 73 Läufe mit stets demselben Ergebnis durch. Beim 74. Rennen bricht er erschöpft zusammen und stirbt auf dem Rennfeld.